# パパパーマのうた
『パパパーマのうた』は、皿田きのこ(杉山佳寿子)のシングル。金春智子作詞、菊池俊輔作曲。

## 概要
フジテレビおよび系列各局で放送されたテレビアニメ『Dr.スランプ アラレちゃん』の挿入歌として使われた。カップリング曲には、小山茉美が歌う「I LOVE ペンギン村」が収録されている。
その後発売された「Dr.スランプアラレちゃん全曲集 Soundtrack」、「Dr.スランプアラレちゃん」めちゃんこベスト24」、「菊池俊輔 作曲50周年 CD-BOX」にも収録されている。

## 収録曲
1. パパパーマのうた
歌：皿田きのこ(杉山佳寿子)
作詞：金春智子　作曲：菊池俊輔　編曲：いちひさし
2. I LOVE ペンギン村 
歌：則巻アラレ(小山茉美)
作詞：冬杜花代子 作曲：伊豆一彦　編曲：いちひさし